# (32951) 1996 FA2
1996 FA2 (asteroide 32951) é um asteroide da cintura principal. Possui uma excentricidade de 0.15029960 e uma inclinação de 5.63908º.
Este asteroide foi descoberto no dia 20 de março de 1996 por NEAT em Haleakala.